# Zamia amblyphyllidia
Zamia amblyphyllidia är en kärlväxtart som beskrevs av Dennis William Stevenson. Zamia amblyphyllidia ingår i släktet Zamia och familjen Zamiaceae. Inga underarter finns listade i Catalogue of Life.

## Bildgalleri

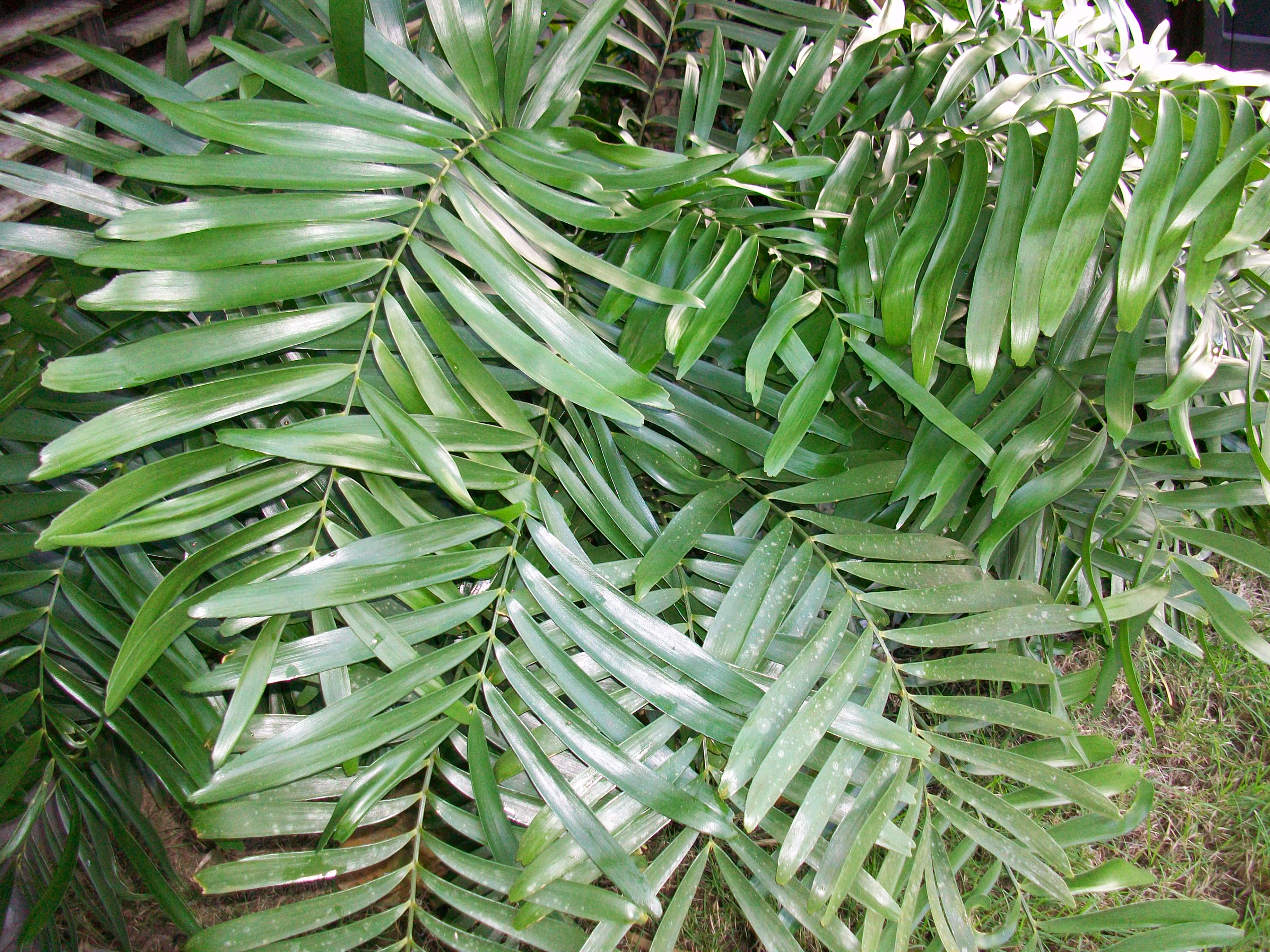
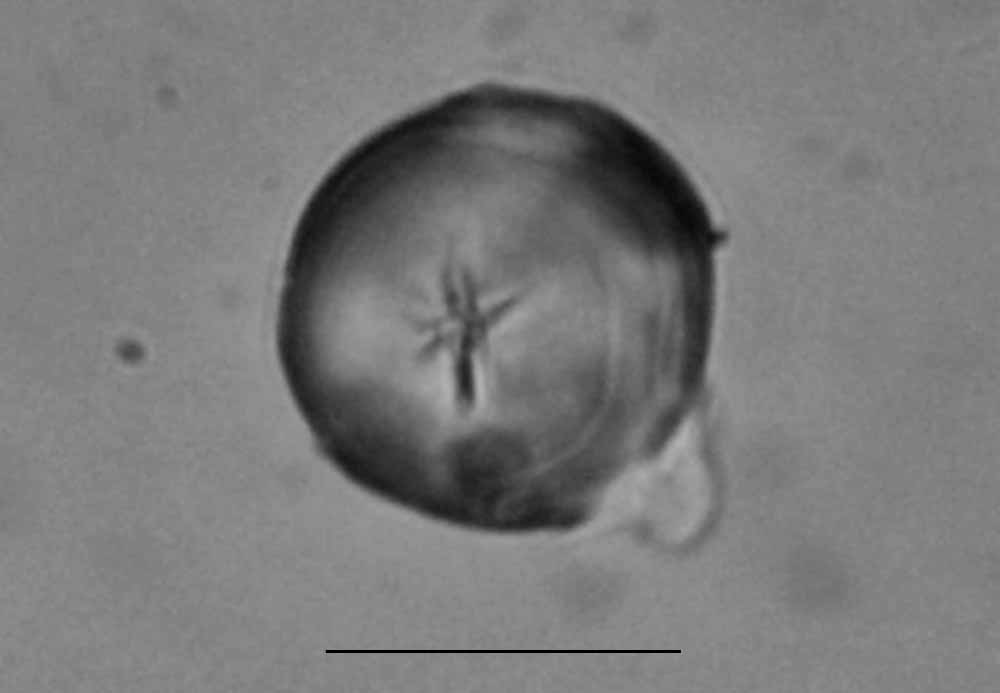